# جنگ‌های انگلستان و هلند
جنگ‌های انگلستان-هلند جنگ‌هایی بودند که میان انگلستان(پادشاهی انگلستان، جمهوری انگلستان، پادشاهی بریتانیا) از یک سو و هلند (جمهوری هلند) بر سر چیرگی در بازرگانی دریایی و سروری بر دریاها در سده‌های هفدهم و هجدهم روی دادند. این جنگ‌ها را بیش‌تر در چهار دوره برمی‌رسند: نخستین جنگ از ۱۶۵۲ تا ۱۶۵۴، دومین جنگ از ۱۶۶۵ تا ۱۶۶۷، سومین جنگ از ۱۶۷۲ تا ۱۶۷۴ و چهارمین جنگ از ۱۷۸۱ تا ۱۷۸۴. پس از آن نیز نبردها و جنگ‌های پراکنده‌ای میان ناوگان‌های دریای دو کشور درمی‌گرفت.

## پیشینه
در پایان سده‌های میانه و روزگار نوزایش، در هم‌سنجی با ونیز، جنوا، پرتغال، کستیل یا آراگن، نه انگلستان و نه سرزمین‌های کرانه‌ای مهمی چون لوکانتریز، فلاندرز و هلند نیروهای برتر اروپایی در دریا نبودند. در زمان جنگ‌های مذهبی میان امپراتوری کاتولیک هابسبورگ و دولت‌های نوبنیاد پروتستان در سدهٔ شانزدهم میلادی، انگلستانِ روزگارِ الیزابتِ نخست نیروی دریایی قدرتمندی به هم آورد، که برای دزدی دریایی از امپراتوری اسپانیا طراحی شده بود. هزینه این حمله‌ها را دربار یا اشراف برجسته تأمین می‌کردند، که بسیار برایشان پرسود بود، تا آن که تعمیر و بازسازی ناوگان اسپانیا و دستگاه جاسوسی‌اش در زنجیره‌ای از ناکامی‌های هنگفت گرفتار شد. الیزابت، برای فراهم کردن بهانه‌ای برای دشمنی با اسپانیا، با امضای عهدنامه نانساچ در ۱۵۸۵ با کشور نوپدید جمهوری هلند، همراهِ شورشیان هلندی شد، که جنگ انگلستان-اسپانیا را در پی آورد. اما هلند که در اشغال سپاهیان هابسبورگ بود نمی‌توانست در این جنگ، جز نقشی دست دومی داشته باشد.
پس از آن و در یک سده‌ای که در پی آمد روابط انگلستان و اسپانیا رو به بهبود گذاشت و به صلح ۱۶۰۵ انجامید، که به دزدی‌های دریایی بسیار پایان داد؛ اما غفلت انگلستان را هم از ناوگان پادشاهی در پی آورد. جنگ ناکام انگلستان-اسپانیا در ۱۶۲۵ تغییر چندانی در سیاست پدید نیاورد. در همین دوره، درگیری هلند با دودمان هابسبورگ ادامه داشت. در ۱۶۲۸ دریاسالار هلندی، پیت هین، تنها کسی بود که کامیابانه کشتی‌های اسپانیایی را تسخیر کرد که مالامال از طلا، از بندرهای آمریکای مرکزی و جنوبی می‌آمدند. از همین جا هلندیان در آسیا نیز جانشین پرتغالی‌ها شدند، به عنوان بزرگ‌ترین بازرگانان اروپایی. 
در هند شرقی، هلند بیش‌تر موقعیت‌های تجاری پرتغال را در دست گرفت و بازرگانی پرسود ادویه را به طور عمده از آن خود کرد. این همزمان بود با افزایش بسیار کشتی‌های بازرگانی هلندی.

## نخستین جنگ از ۱۶۵۲ تا ۱۶۵۴
جستار اصلی: نخستین جنگ انگلستان-هلند
در اکتبر ۱۶۵۱، پارلمان جمهوری انگلستان، برای نگاه داشتن جایگاه انگلستان در آمریکا، نخستین مصوبه دریانوردی را تصویب کرد. در این مصوبه قید شده بود، که ترابری همه کالاهایی که به انگلستان می‌آیند، باید با کشتی‌های انگلیسی از کشورهای صادر کننده انجام شود.

## دومین جنگ از ۱۶۶۵ تا ۱۶۶۷
در ۱۶۶۴ میلادی جمیز برادر چارلز دوم، پادشاه انگلستان، توانست بخشی از نوآبادهای هلندی در آمریکای شمالی را تصرف کند.